# Kříž tau
Kříž tau (též egyptský kříž, kříž sv. Antonína, kříž sv. Františka, kříž Starého zákona, adventní kříž) je jeden z typů křížů, používaných od starověku. Má podobu řeckého písmene Tau.
Ve starověku byl symbolem perského boha Mithry a řecké bohyně Attis a jejího předchůdce Dumuziho (Tammúze), sumérského boha Slunce a přítele bohyně Ištar. Tammúz byl stejně jako Ježíš Kristus asociován se symboly ryb/rybářství nebo pastýřem ovcí. Zvyk značení čela popelem ve tvaru tohoto kříže se datuje zpět do doby, kdy byla Tammúzova smrt a vzkříšení oslavována každý rok na jaře.
Později byl kříž tau přejat křesťanstvím, kde jeho nejznámějším vyznavačem byl svatý František z Assisi. Kříže tau se vyskytují již zřídka, asi nejznámější je na ostrově Tory v kraji Donegal v Irsku.

Kříž tau
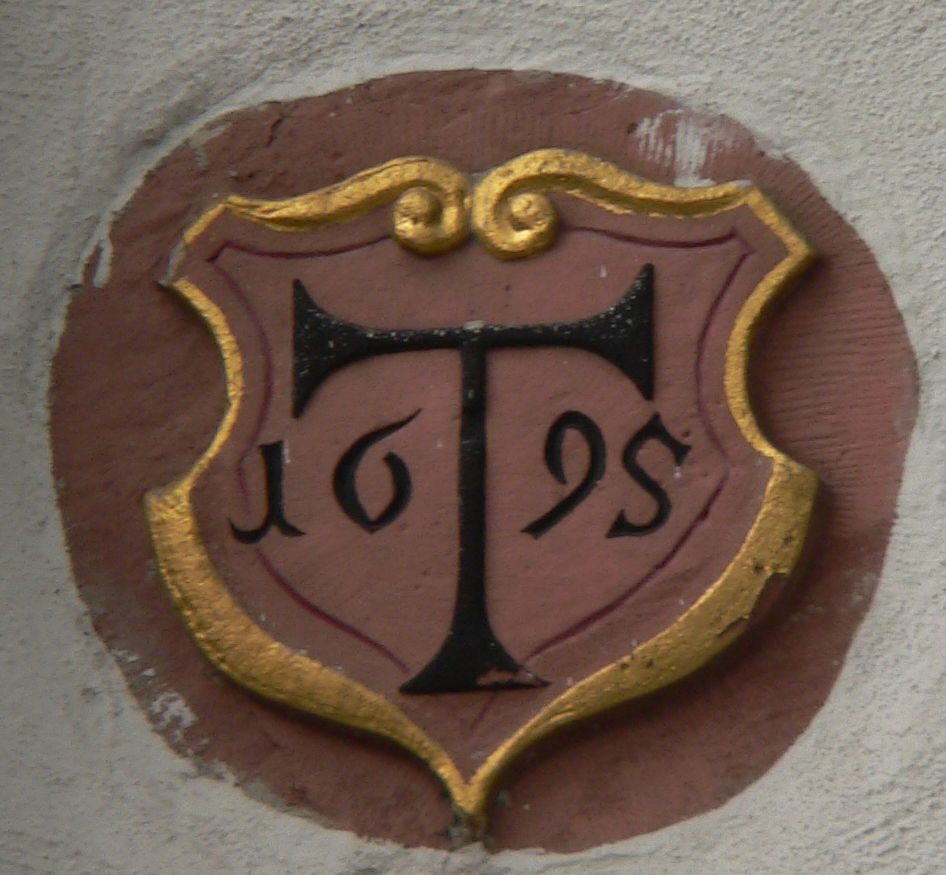
Kříž sv. Antonína v Höchstu
Znak zemského okresu Giessen